# Tristerix aphyllus
Tristerix aphyllus är en tvåhjärtbladig växtart som först beskrevs av John Miers och Dc., och fick sitt nu gällande namn av Philippe Édouard van Tieghem och Barlow & Wiens. Tristerix aphyllus ingår i släktet Tristerix och familjen Loranthaceae. Inga underarter finns listade i Catalogue of Life.